# Parammoecius pyrenaeus
Parammoecius pyrenaeus är en skalbaggsart som beskrevs av Jacquelin du Val 1863. Parammoecius pyrenaeus ingår i släktet Parammoecius och familjen Aphodiidae. Inga underarter finns listade i Catalogue of Life.